# Eleonore Carboniers
Eleonore Carboniers (geboren in Veere; gestorben nach Oktober 1584) war eine niederländische Dichterin.

## Leben
Eleonore Carboniers wurde vermutlich in Veere geboren. Sie war die Tochter von Pieter Carboniers (gest. 1560?). Ihre Mutter ist unbekannt. Ihr Vater war Bürgermeister und Rentmeister von Veere. Sie heiratete vermutlich nach dem Tod ihres Vaters den Maler und Dichter Lucas de Heere (1534–ca. 1584). De Heere, ein Porträtmaler aus Gent, hatte ein Porträt von ihr angefertigt. Nach der Fertigstellung schickte er es ihr, mit einem Begleitbrief. Dieser war eine Liebeserklärung in Form eines Gedichts. Danach begannen sie einen Briefwechsel, wie aus mehreren seiner Gedichte „an seine Liebste, die in Zeeland lebt“ hervorgeht. Ihre Heiratspläne stießen offensichtlich auf Widerstand bei ihren Eltern. Offenbar waren sie nicht davon angetan, dass ein „mittelloser Maler“ ihr Schwiegersohn werden sollte. Nach der Hochzeit zog Eleonore Carboniers zu ihm nach Gent. In der Literatur über Lucas de Heere wird immer wieder darauf hingewiesen, dass es eine gute Ehe war, und tatsächlich bringt sein Gedicht „an seine Frau“ große Zuneigung zum Ausdruck.
Die Gedichtsammlung „Den hof en boomgaerd“ die De Heere 1565 veröffentlichte, enthielt zwei Gedichte von Eleonore Carboniers. ein fünfzeiliges Schwellengedicht „Komm und amüsiere dich hier in diesem angenehmen Obstgarten, wo poetische Früchte in Hülle und Fülle wachsen“ und ein Sonett von Lucas de Heere, übersetzt von der Hausfrau des Autors, aus einem französischen Sonett, das er über ein Gemälde von Willem Key in Antwerpen geschrieben hatte.
Das Paar konvertierte zum Protestantismus und 1566 flohen sie gemeinsam nach England. Sie kehrte im Frühjahr 1577 nach Gent zurück, dort wurde Lucas de Heere 1582 als Stadtbuchhalter erwähnt. Dem Paar ging es gut, als 1584 eine  Kriegssteuer von Parma aufgesetzt wurde, hatte das Paar die zweithöchste Summe zu entrichten. Zu dem Zeitpunkt waren Lucas d’Heere und Eleonore Carboniers bereits ausgewandert. Vermutlich hatten sie sich in Paris niedergelassen, das ist jedoch unsicher. Im Juli 1577 und im Oktober 1584 nahm Eleonore Carboniers am Abendessen der reformierten Kirche in Middelburg teil. Am ersten Termin nahmen sie gemeinsam teil, beim zweiten Termin war sie bereits Witwe. Lucas de Heere soll am 29. August 1584 gestorben sein, es ist nicht bekannt, was danach aus Eleonore Carboniers wurde, vermutlich ist sie nach Zeeland zurückgegangen.